# Ozarba tricornis
Ozarba tricornis là một loài bướm đêm trong họ Noctuidae.